# Mangualde da Serra
Mangualde da Serra is een plaats (freguesia) in de Portugese gemeente Gouveia en telt 195 inwoners (2001).